# Hauptplatz (Wiener Neustadt)
Der Hauptplatz von Wiener Neustadt befindet sich mittig innerhalb der Stadtbefestigung Wiener Neustadt in der Statutarstadt Wiener Neustadt in Niederösterreich.

## Geschichte

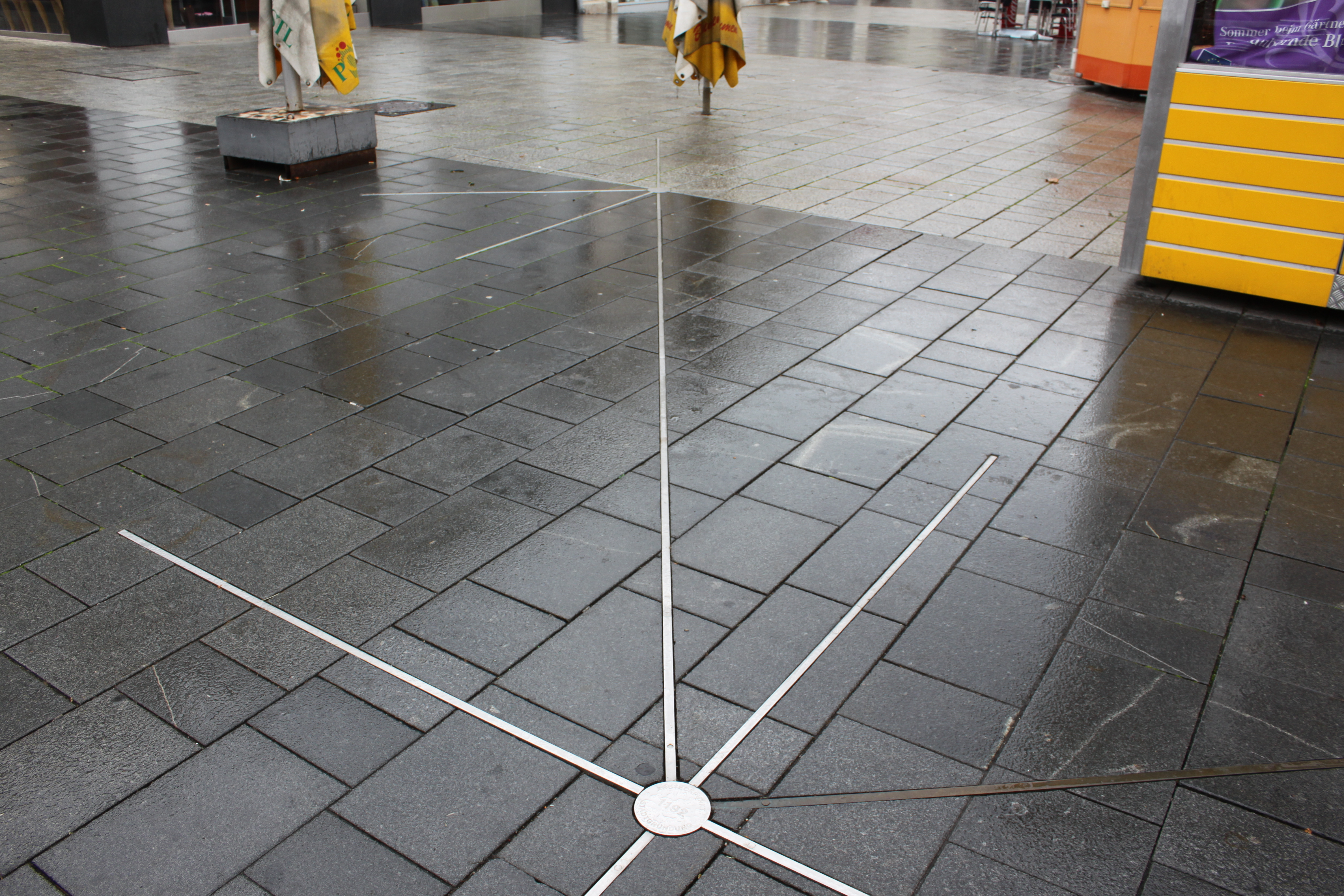
Gründungsvermessung 1192 am Hauptplatz. A-Punkt der Stadt vorne und H-Punkt vom Hauptplatz hinten.

Die Absteckung der Stadtmauern und des Hauptplatzes im Verbund mit dem Dom von Wiener Neustadt erfolgte zum Pfingstsonntag am 24. Mai 1192. Der Absteckpunkt der Stadt und des Hauptplatzes mit den Vermessungslinien wurden 1998 mit Markierungen im Boden gekennzeichnet. Am 24. Mai 1192 wurde der Babenberger Herzog Leopold V. vom Staufer Kaiser Heinrich VI. mit der Steiermark belehnt.
Schon 1210 ist der Hauptplatz als Marktplatz mit Verkaufsläden um die in der westlichen Platzhälfte errichtete St.-Nikolaus-Kapelle urkundlich belegt. Nach 1390 wurden die hölzernen Krämerladen zu mehreren gemauerten Häusern ausgebaut, die eine isolierte Häusergruppe auf dem Westteil des Platzes bildeten und 1551 erstmals urkundlich als Grätzl bezeichnet wurden.
Das noch heute als solches verwendete (Alte) Rathaus ist erstmals 1401 urkundlich bezeugt; 1431 wurde es auch als Schranne (Stadtgericht) bezeichnet.
Im August 1522 wurden sieben Wiener Ratsherren, die wegen Rebellion gegen Erzherzog Ferdinand I. zum Tod verurteilt worden waren, auf dem Hauptplatz enthauptet (Wiener Neustädter Blutgericht). Die Stelle, an der das Schafott stand, ist durch eine nahe der Südostecke des Grätzls in den Boden eingelassene Gedenktafel gekennzeichnet.
Im östlichen Teil des Platzes wurde 1679 die barocke Mariensäule errichtet.
Nachdem 1768 ein schweres Erdbeben Wiener Neustadt erschüttert hatte, wurde die dabei stark beschädigte St.-Nikolaus-Kapelle 1770 abgerissen. Erhebliche Zerstörungen bewirkte auch der verheerende Stadtbrand vom 8. September 1834, der nur eine Handvoll Häuser in der Inneren Stadt verschonte; so wurde z. B. auch der zweite Stock des Rathauses zerstört.

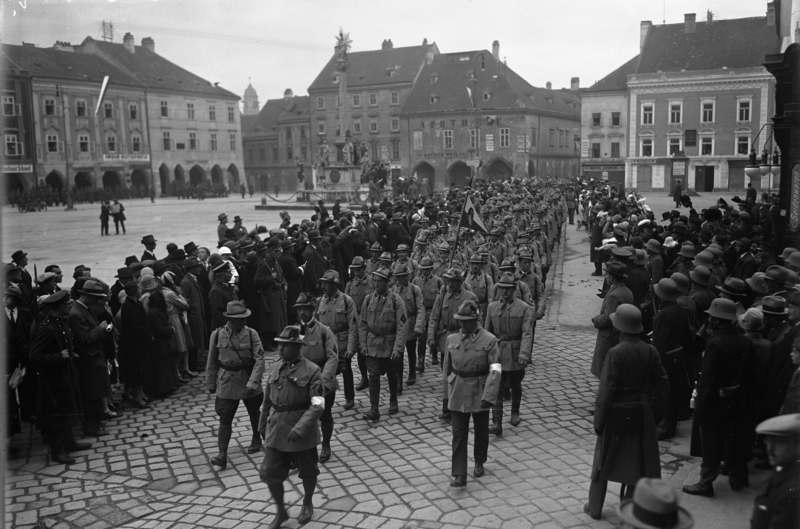
Aufmarsch der Heimwehren am 7. Oktober 1928

Am 7. Oktober 1928 veranstalteten sowohl die politisch rechts stehende Heimwehr als auch der sozialdemokratische Republikanische Schutzbund Kundgebungen auf dem Hauptplatz. Durch personenstarke Verbände der Bundesgendarmerie und des Bundesheeres und durch Einrichtung von Neutralen Zonen am Vortag wurden die paramilitärischen Verbände räumlich und zeitlich auseinandergehalten: Keine Konfrontation fand statt, aber der Platz stand wegen der Berfürchtung eines Bürgerkrieges im internationalen Interesse. Zahlreiche ausländische Journalisten und Fotografen dokumentierten das Ereignis.
Katastrophale Schäden und Zerstörungen bewirkten die Luftangriffe auf Wiener Neustadt während des Zweiten Weltkriegs. Im Zuge des folgenden Wiederaufbaus wurden die zerstörten Gebäude des Hauptplatzes zumeist wenigstens teilweise rekonstruiert (so wurde z. B. der Laubengang des Hauses Hauptplatz 18 wieder hergestellt, während die oberen Geschoße neu aufgeführt wurden, ähnlich bei Nr. 21). Das schmale Eckhaus Hauptplatz 22 wurde abgerissen und so die hier beginnende Ungargasse verbreitert.
Im April 2017 wurde in sechs ortsfesten Pavillons östlich des Grätzls der Marienmarkt eröffnet.

## Hauptplatz
Zum weiten (ca. 180 × 80 m) rechteckigen geplanten Hauptplatz führen Mittelstraßen aus Norden, Osten, Süden und Westen sowie Randstraßen zu den Ecken. Die Mittelstraßen führten ehemals zu den Stadttoren; drei von ihnen sind nach den Zielen, die über sie erreicht werden konnten, benannt: Wiener Straße Richtung Norden, Ungargasse Richtung Osten und Neunkirchner Straße Richtung Süden. Der Straßenzug Wiener Straße – Neunkirchner Straße war bis zur Schaffung der neuen Ortsdurchfahrt über die Grazer Straße im Jahr 1954 Teil der Fernverkehrsstraße von Wien in die Steiermark über Semmering und Wechsel und weiter bis Italien (Triester Straße).
Der Straßenzug Wiener Straße – Neunkirchner Straße teilt den Platz in zwei Teile. Im Westen steht isoliert im Platz eine Häusergruppe, das sogenannte Grätzl. Inmitten des östlichen Teils steht die barocke Mariensäule. Zwischen Grätzl und Mariensäule befindet sich der sogenannte Marienmarkt, eine Gruppe von sechs ortsfesten Pavillons, die elf Ladengeschäfte oder gastronomische Betriebe sowie eine öffentliche Toilettenanlage beherbergen. Am Ostrand ist eine Haltestellenanlage für die städtischen Autobusse errichtet.
Die Gebäude, die den Platz umstehen, stammen fast durchwegs im Kern aus dem späten Mittelalter oder der frühen Neuzeit. Sie wurden zwar im Lauf der Zeit vielfach umgestaltet oder nach Beschädigungen oder Zerstörung ganz oder teilweise neu errichtet, dennoch überwiegt der Eindruck der historischen Bausubstanz. Dazu tragen sowohl die historischen Fassaden als auch die Laubengänge im nordöstlichen Teil (Hausnummern 13 bis 18) sowie unter Nr. 21 im Osten und Nr. 3 im Süden bei. In den Erdgeschoßen sind verschiedene Verkaufsläden, gastronomische Betriebe, deren Gastgärten die davor gelegenen Flächen einnehmen, zwei Apotheken und Bankfilialen eingerichtet.
Der gesamte Hauptplatz ist verkehrsberuhigte Zone. Der Westteil ist Fußgängerzone (mit erlaubtem Radverkehr), im Ostteil besteht eine eingeschränkte Zufahrtsmöglichkeit für Kraftfahrzeuge zu Betrieben und einem Hotel. Die städtischen Autobusse fahren ihre Haltestelle über die von Nordosten einmündende Grübelgasse an und verlassen den Platz nach Osten durch die Ungargasse. Südlich des Grätzls und in der Nordwestecke sind Kinderspielplätze errichtet, die durch große Bäume beschattet werden. Ebenfalls in der Nordwestecke befindet sich der Schrauthammerbrunnen (bezeichnet 1615) mit einer reichen schmiedeeisernen Brunnenhaube in Formen der Renaissance aus dem Jahr 1936.
Jeden Mittwoch und Samstag findet auf dem Hauptplatz ein Wochenmarkt statt, in der Regel (soferne dieser Bereich nicht durch andere Veranstaltungen besetzt ist) im östlichen Teil des Platzes um die Mariensäule.

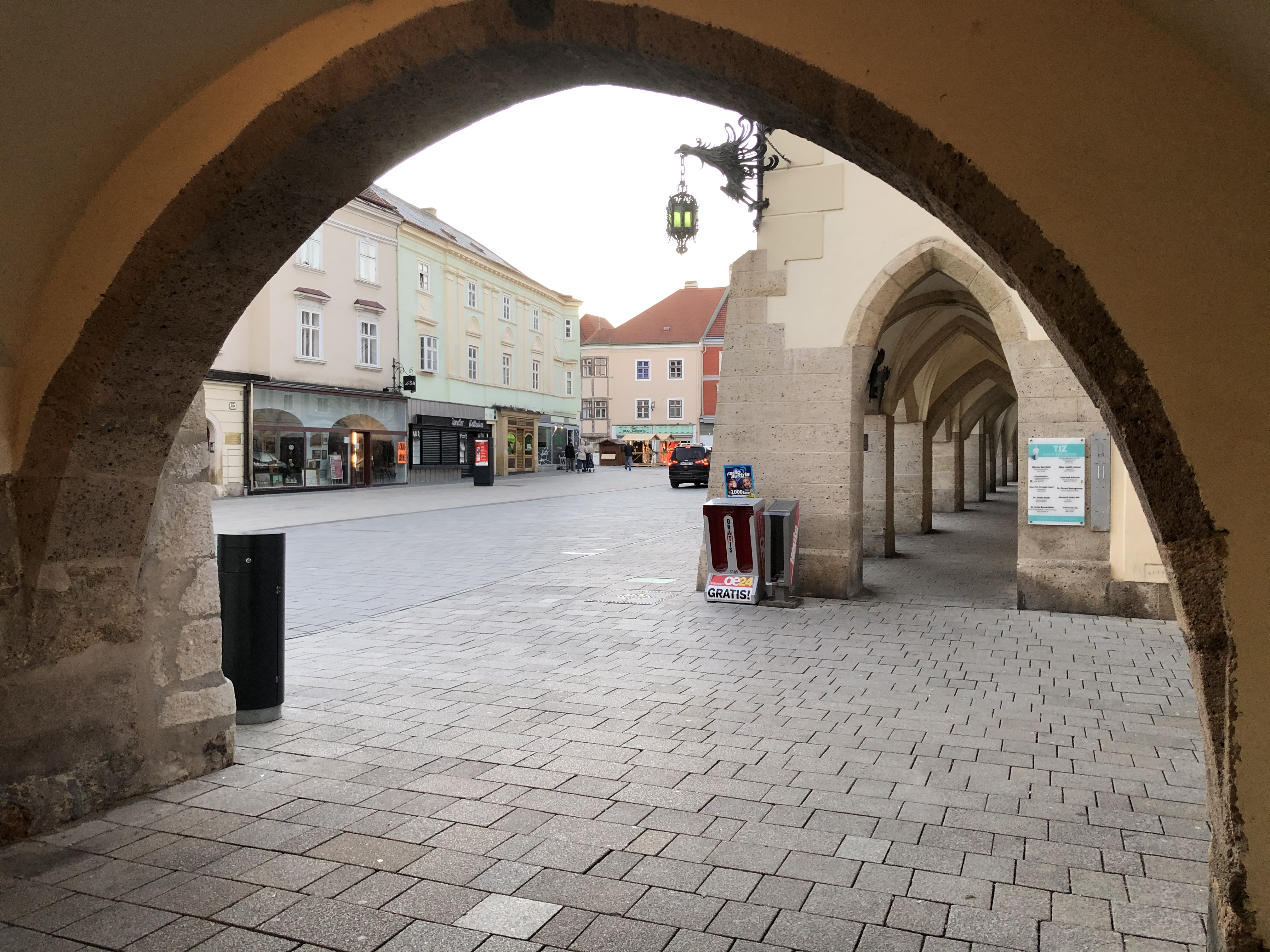
Blick aus dem Laubengang über den Nordwestteil des Hauptplatzes
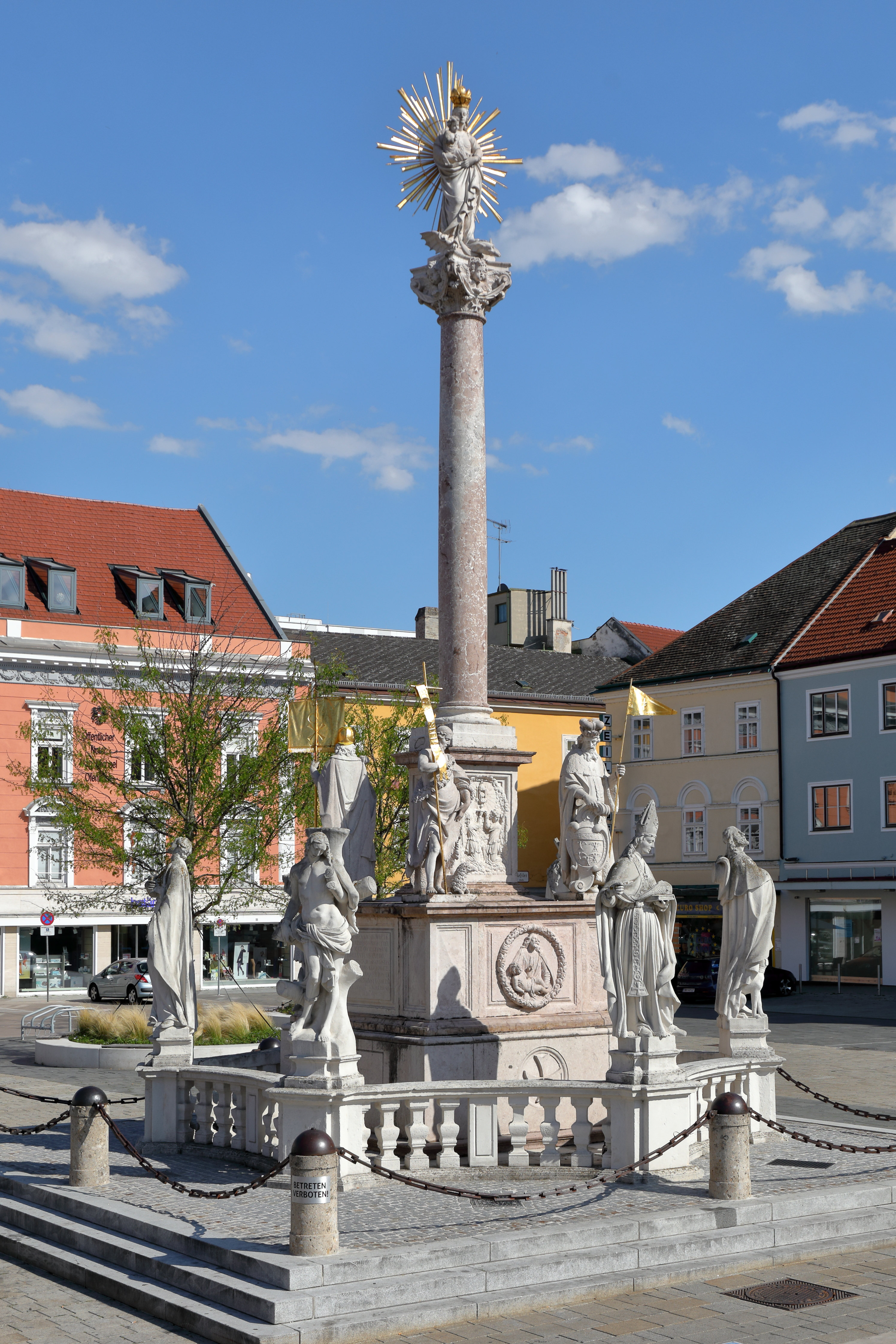
Mariensäule
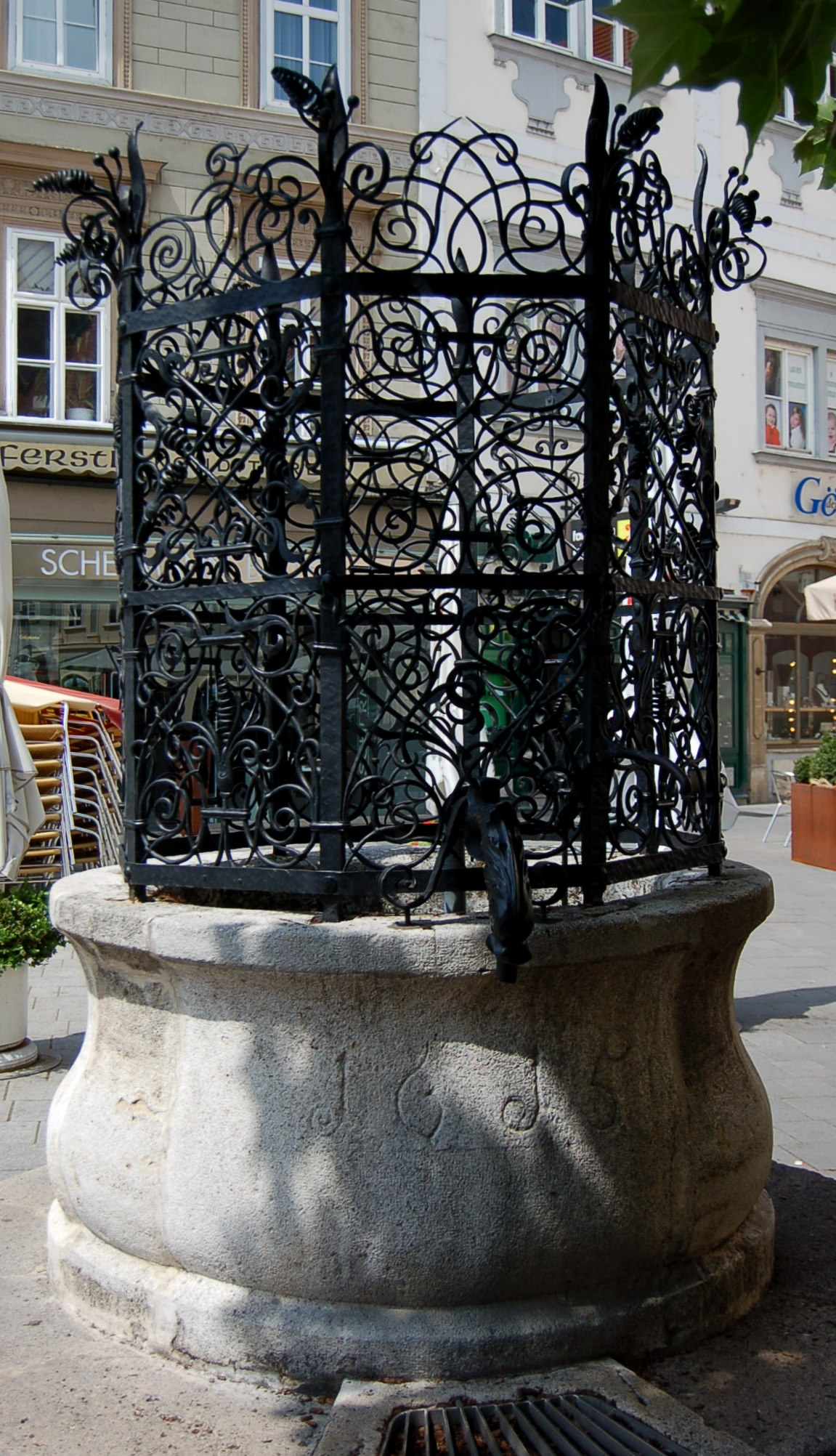
Schrauthammerbrunnen
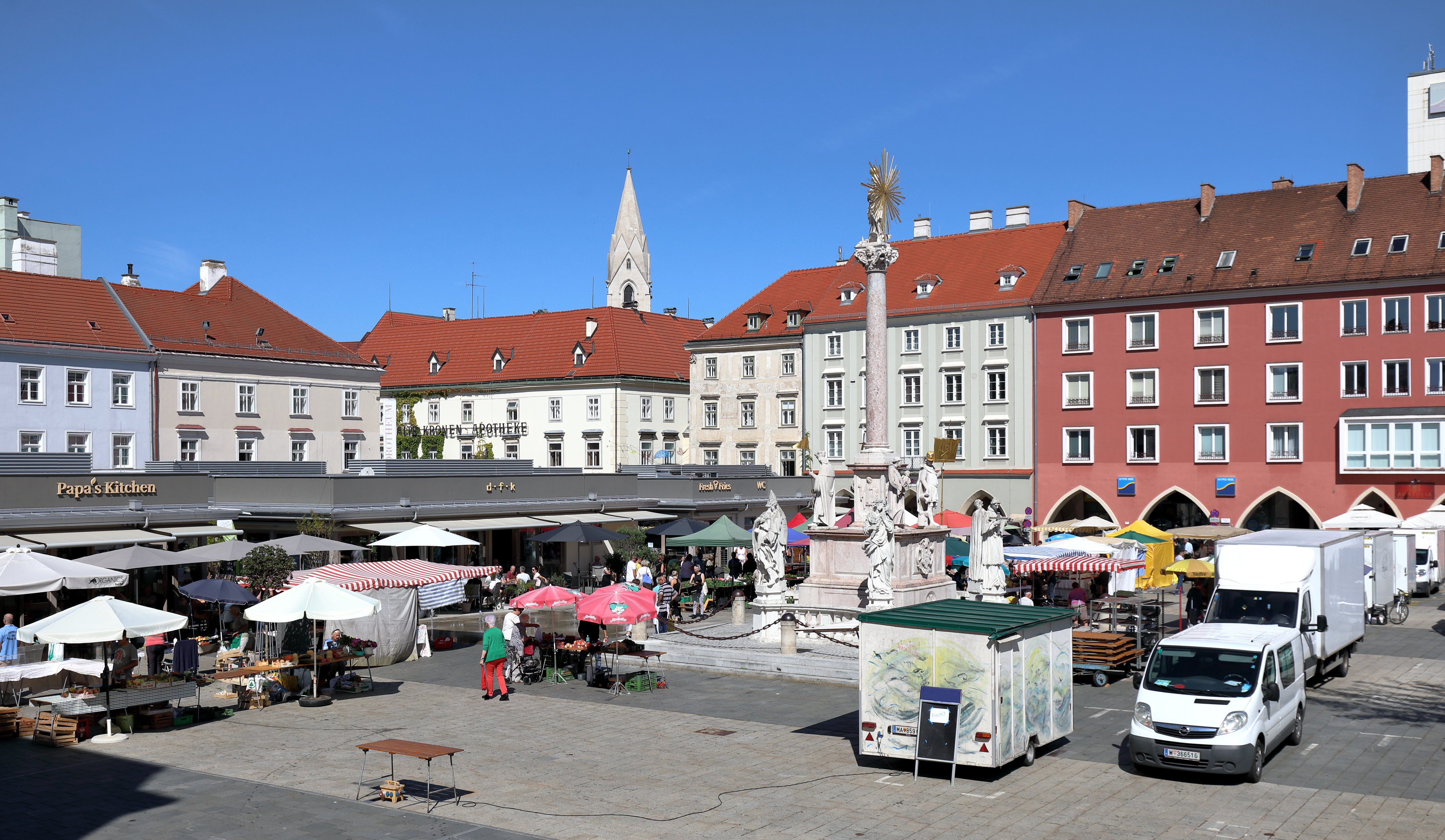
Wochenmarkt am Hauptplatz, dahinter der Marienmarkt
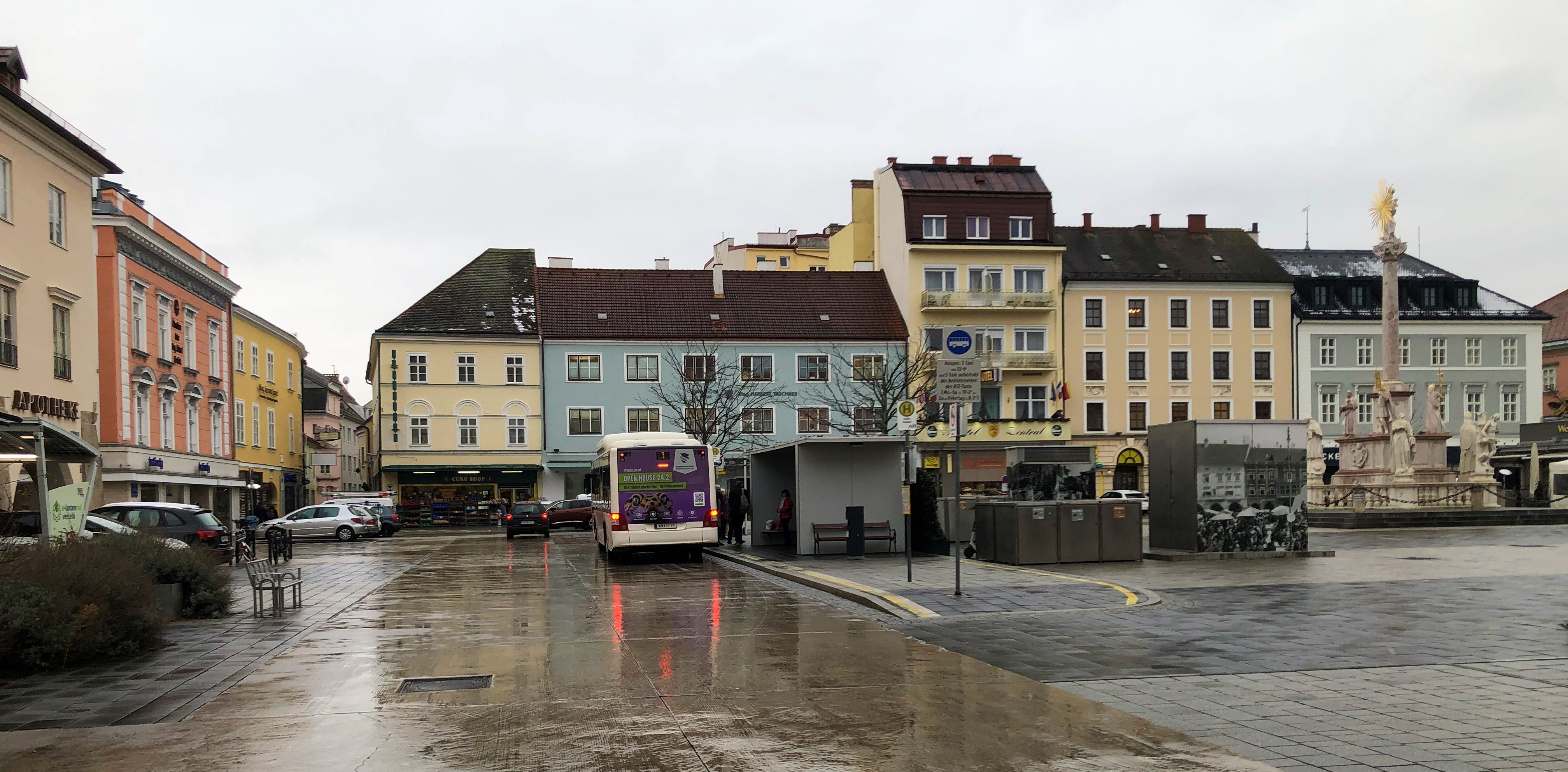
Bushaltestelle

## Gebäude
- Hauptplatz 1: Altes Rathaus, weiterhin im Gebrauch
- Hauptplatz 2: im Eigentum der Stadt, Erweiterung des Alten Rathauses
- Hauptplatz 3: im Eigentum der Stadt, ehemals Gastwirtschaft Zum weißen Rössel
- Hauptplatz 4: secessionistisches Wohn- und Geschäftshaus
- Hauptplatz 9 und 10: im Kern spätgotische Bürgerhäuser zu beiden Seiten am Anfang der Böheimgasse, durch einen Schwibbogen verbunden
- Hauptplatz 13: Wohn- und Geschäftshaus „Alte Kronen-Apotheke“ mit Arkadengang, gotischem Spitzbogenportal, einem Einstützenraum und einer gewölbten Einfahrt aus ca. 1300
- Hauptplatz 14: im Kern gotisches Bürgerhaus mit einem Laubengang aus dem 14. Jahrhundert und einer Renaissance-Sgraffitofassade aus dem Jahr 1584
- Hauptplatz 15 bis 18: Gebäude mit gotischen Laubengängen
- Hauptplatz 20: ehemals Kaffeehaus Bernhart
- Hauptplatz 21: „Ungar-Apotheke“, nach Zerstörung im 2. Weltkrieg samt Laubengang weitgehend rekonstruiert
- Hauptplatz 30 bis 35: Häuser des „Grätzls“, davon Nr. 34 und 35 im Kern aus der Spätgotik bzw. der frühen Neuzeit

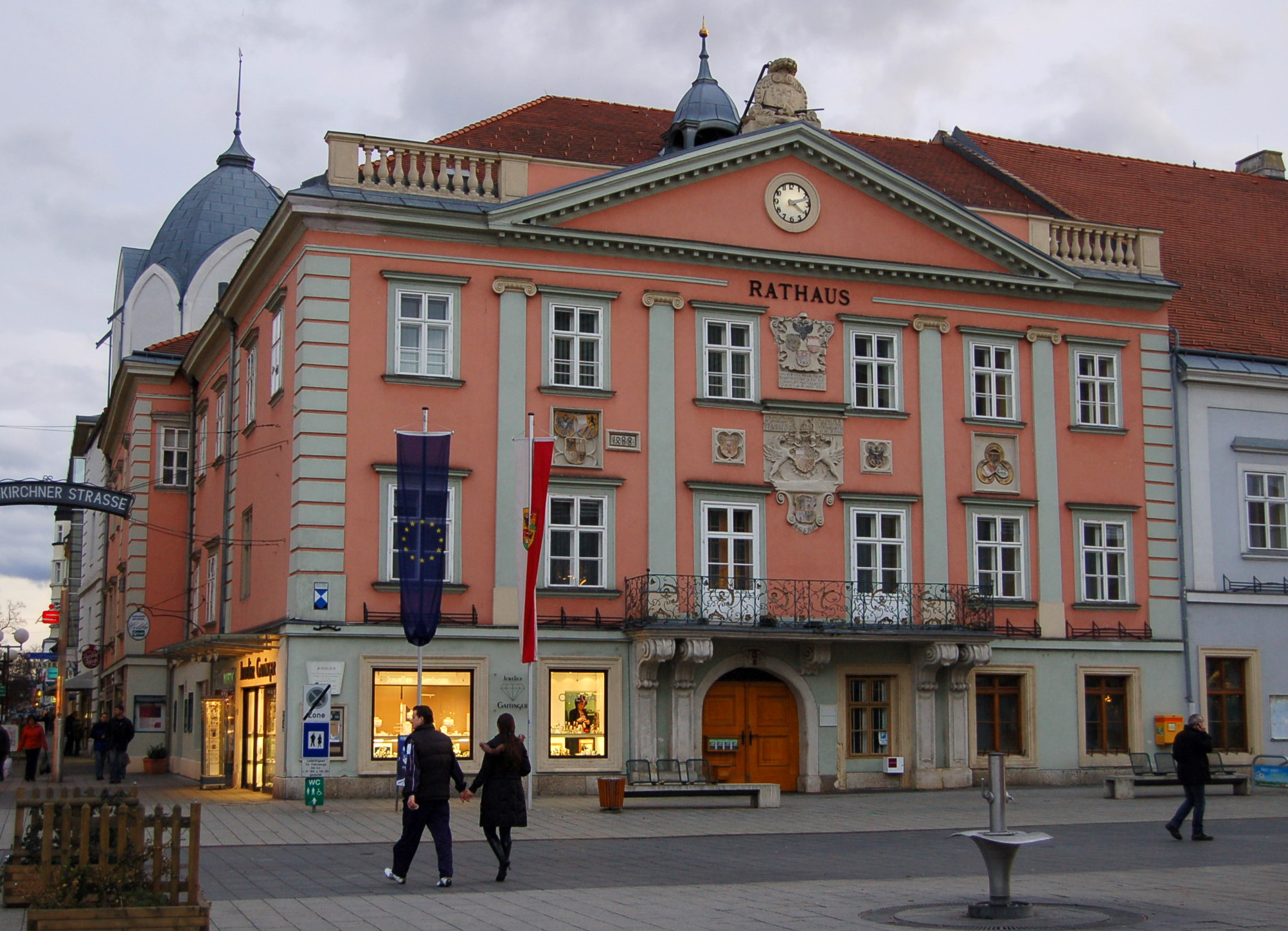
Nr. 1: Altes Rathaus
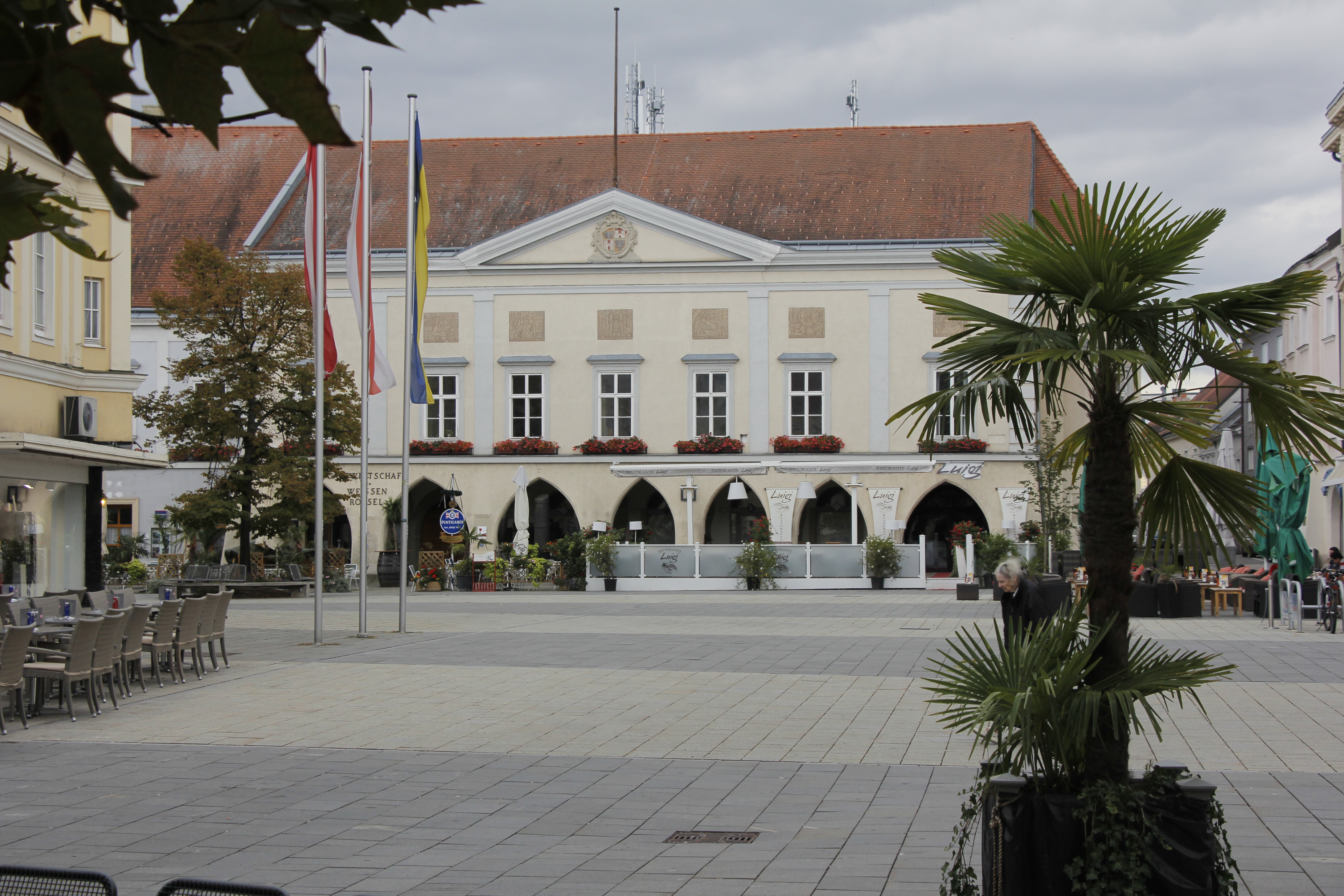
Nr. 3: Erweiterung des Rathauses; ehemals auch Gastwirtschaft Zum weißen Rössel
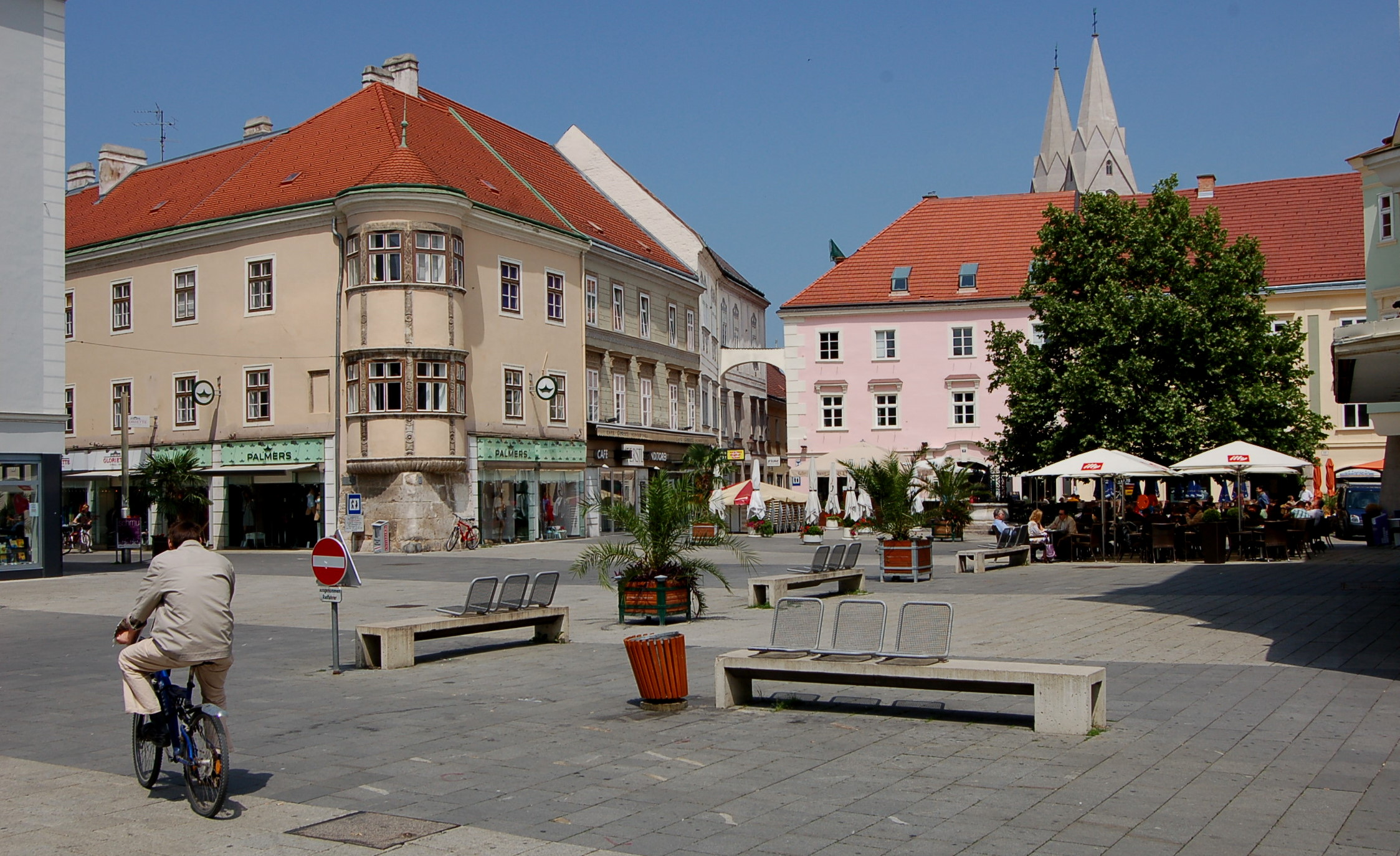
Nr. 7: Eckhaus zur Herzog-Leopold-Straße; Nr. 8; Nr. 9 und 10: durch einen Schwibbogen über die Böheimgasse verbundene Bürgerhäuser
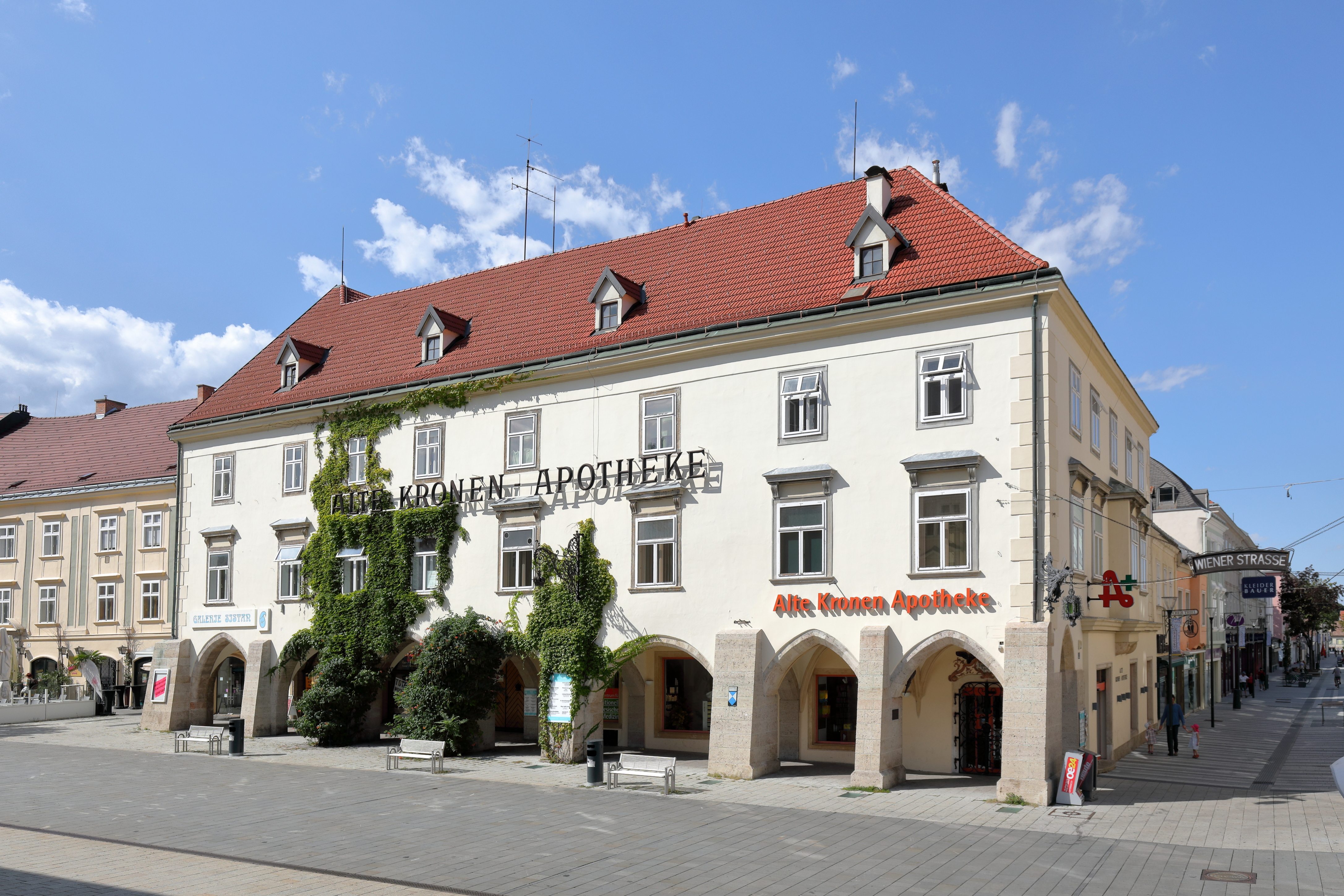
Nr. 13: Alte Kronen-Apotheke
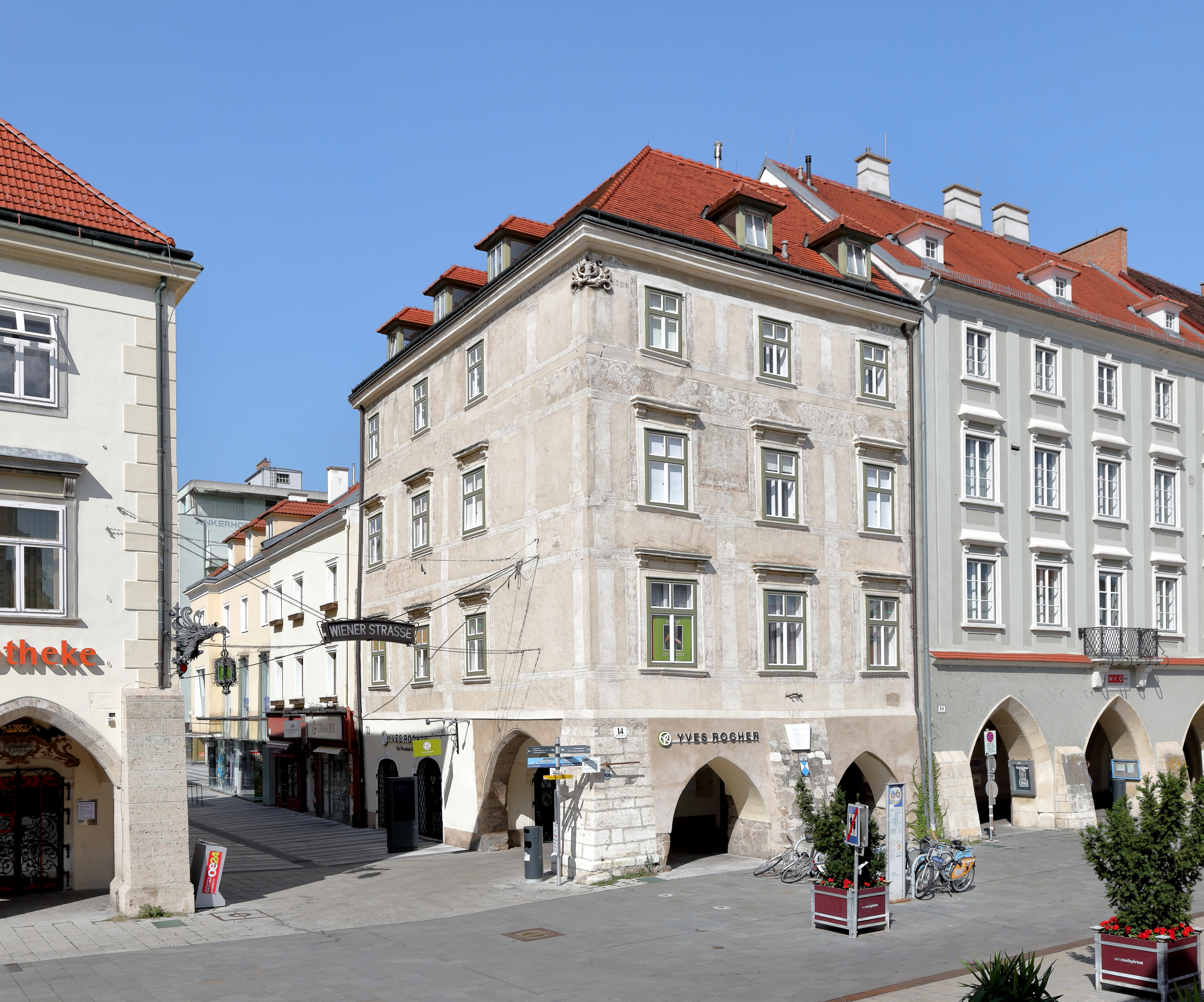
Nr. 14: Sgraffitohaus; Nr. 15
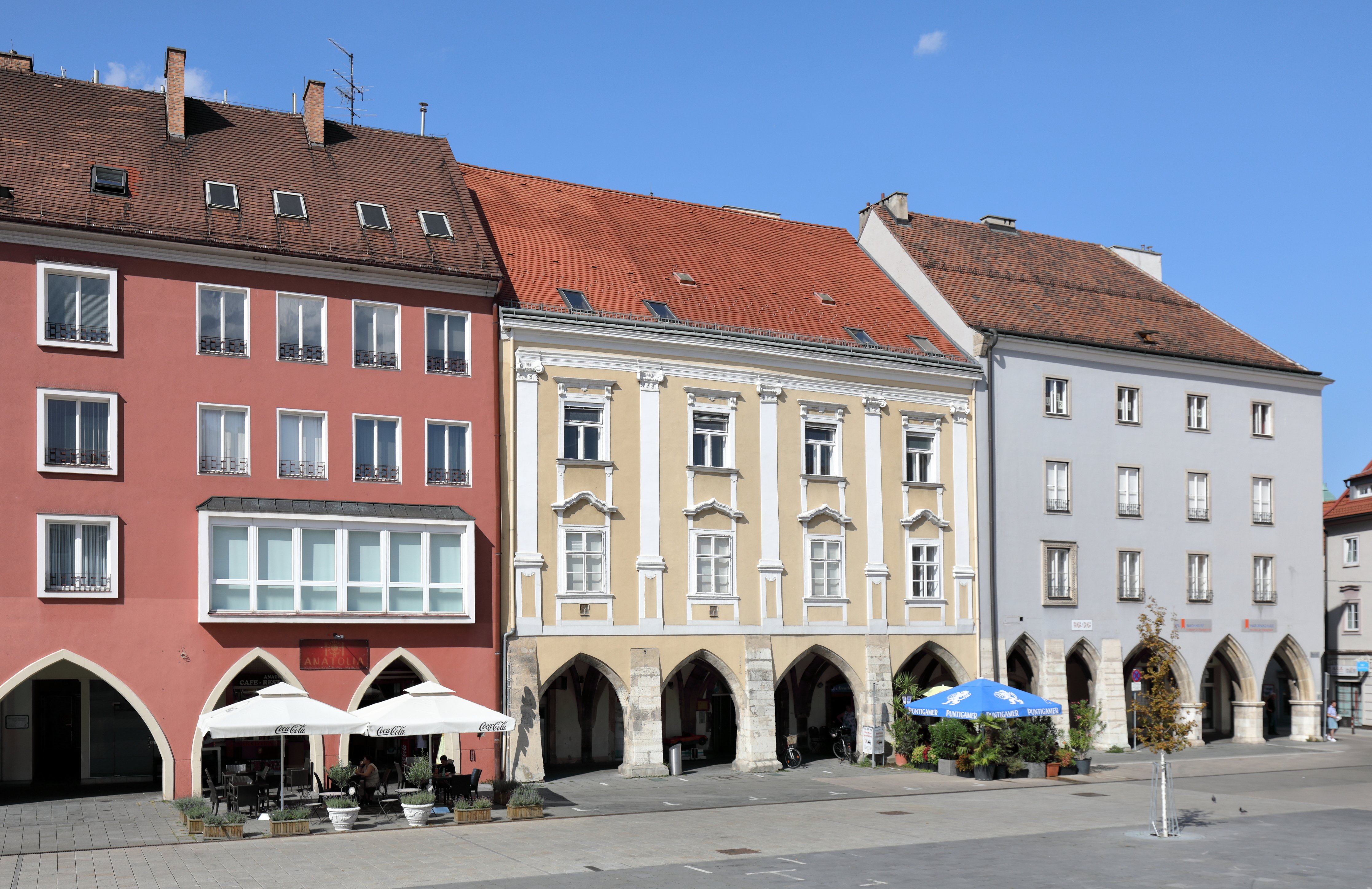
Nr. 16, 17, 18: Laubengang unter teilweise rekonstruierten Häusern
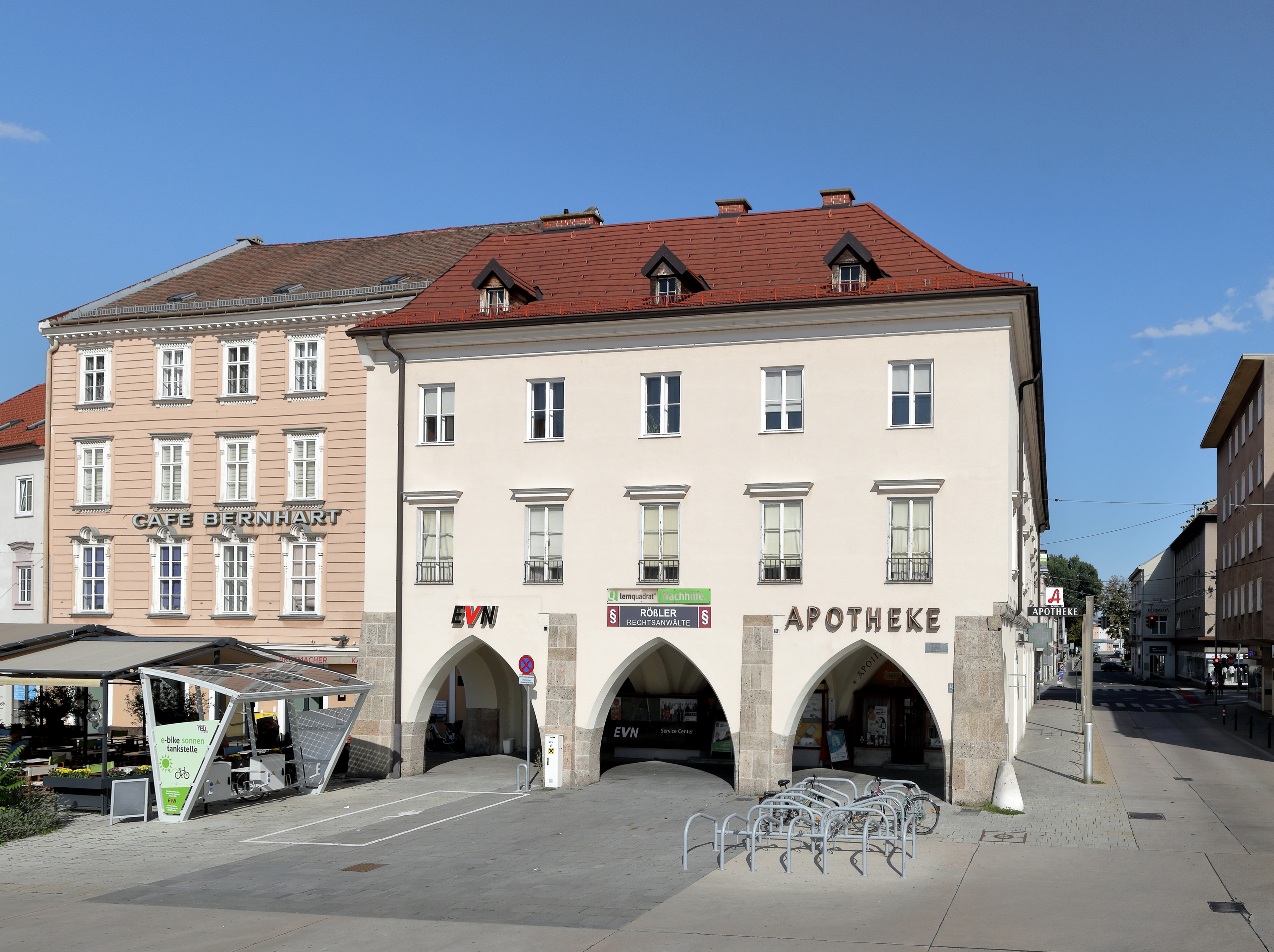
Nr. 19: ehemaliges Café Bernhart; Nr. 20: Ungar-Apotheke
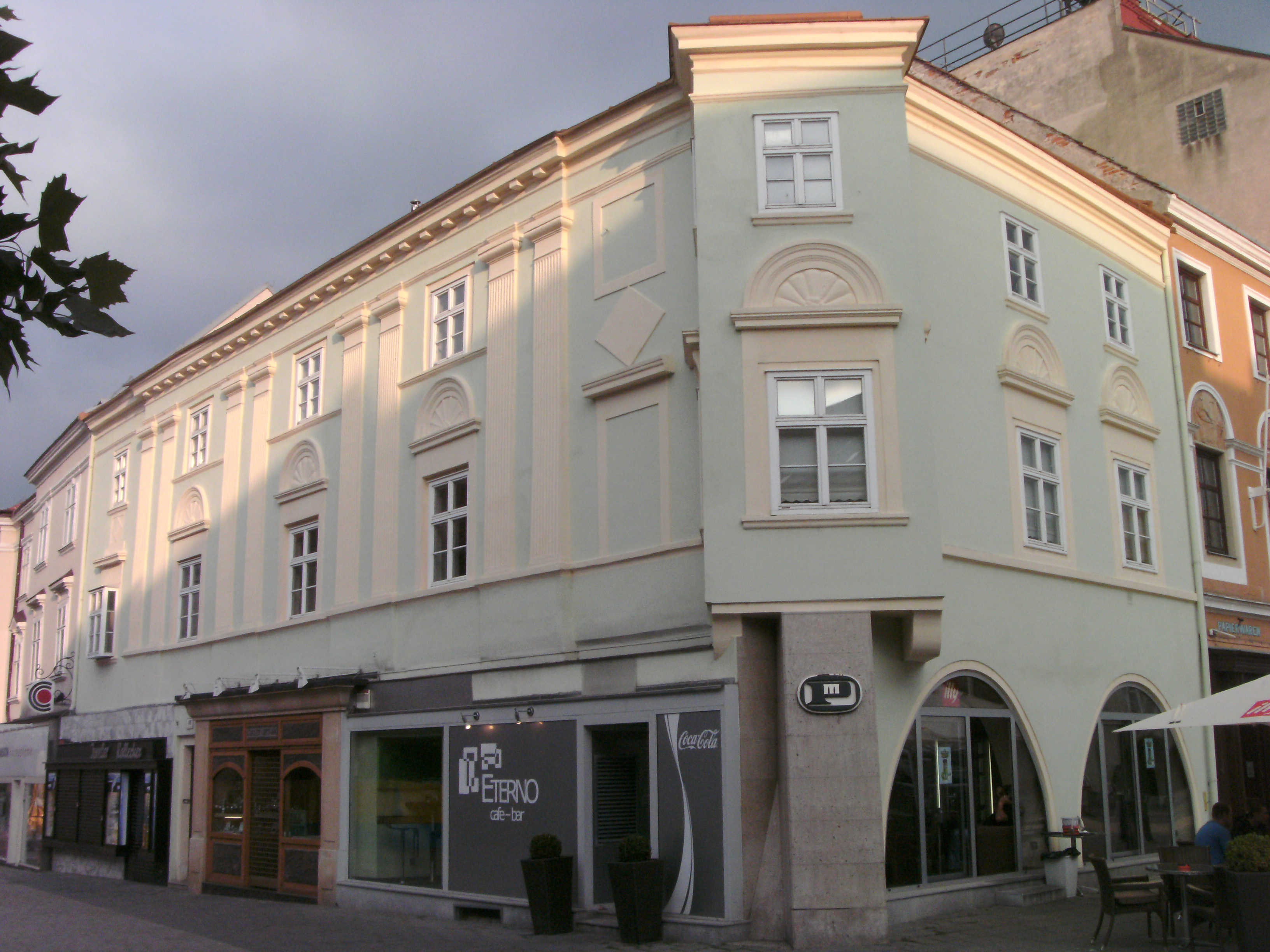
Nr. 34: Nordostecke des Grätzls